# Panache de la Gironde et plateau rocheux de Cordouan (Système Pertuis Gironde)
Panache de la Gironde et plateau rocheux de Cordouan (Système Pertuis Gironde) este o arie protejată (sit de importanță comunitară — SCI) din Franța întinsă pe o suprafață de 95.079 ha, integral marine.

## Localizare
Centrul sitului Panache de la Gironde et plateau rocheux de Cordouan (Système Pertuis Gironde) este situat la coordonatele 45°32′58″N 1°25′44″W / 45.54944°N 1.42889°V.

## Înființare
Situl Panache de la Gironde et plateau rocheux de Cordouan (Système Pertuis Gironde) a fost declarat arie specială de conservare în baza directivei 92/43 din 1992 referitoare la conservarea habitatelor naturale și a faunei și florei sălbatice pentru a proteja 9 specii de animale.

## Biodiversitate
Situată în ecoregiunea atlantică, aria protejată conține 4 habitate naturale: Estuare, Terase mlăștinoase și terase nisipoase neacoperite de apă la reflux, Bancuri de nisip acoperite în permanență slab de apă marină, Recifuri.
La baza desemnării sitului se află mai multe specii protejate:
- mamifere (3): Halichoerus grypus, marsuin (Phocoena phocoena), delfin mare (Tursiops truncatus)
- pești (6): șip (Acipenser sturio), Alosa alosa, Alosa fallax, Lampetra fluviatilis, Petromyzon marinus, somonul (Salmo salar)

Pe lângă speciile protejate, pe teritoriul sitului au mai fost identificate 2 specii de mamifere, 2 specii de pești, 1 specie de reptile.